# Kings and Queens (Anti-Nowhere League)
Kings and Queens è il quarto album in studio del gruppo punk rock inglese Anti-Nowhere League, pubblicato nel 2005.

## Tracce
1. Degeneration – 3:02
2. Mother's Cunt – 3:13
3. Kings and Queens – 3:33
4. Just Another Day (In Paradise) – 3:40
5. Piggy (The Lesson of Life) – 4:18
6. Wet Dream – 2:53
7. Pump Action – 4:41
8. There Is no God – 3:38
9. Mission to Mars – 4:10
10. Am I Dead? – 3:55
11. Dead Heroes – 3:43
12. The Punk Prayer – 4:17